# Mokrylas
Mokrylas (prononciation : [mɔˈkrɨlas]) est un village polonais de la gmina de Wąsewo dans le powiat d'Ostrów Mazowiecka de la voïvodie de Mazovie dans le centre-est de la Pologne.

## Histoire
De 1975 à 1998, le village appartenait administrativement à le Powiat d'Ostrów dans la voïvodie d'Ostrołęka.